# Gagrella cyanatra
Gagrella cyanatra is een hooiwagen uit de familie Sclerosomatidae.